# Piano (instrument)

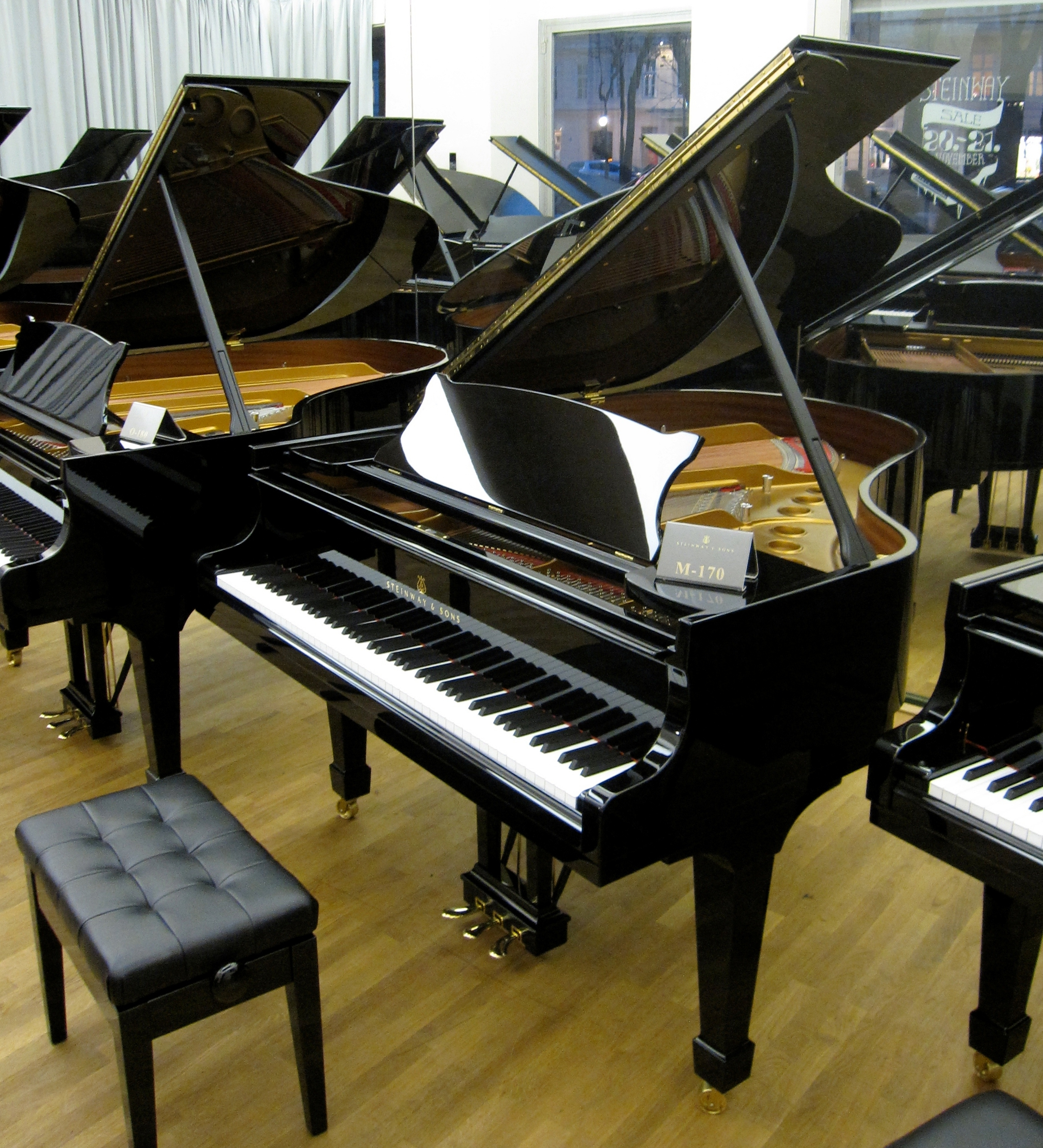
Moderne Steinway vleugelpiano

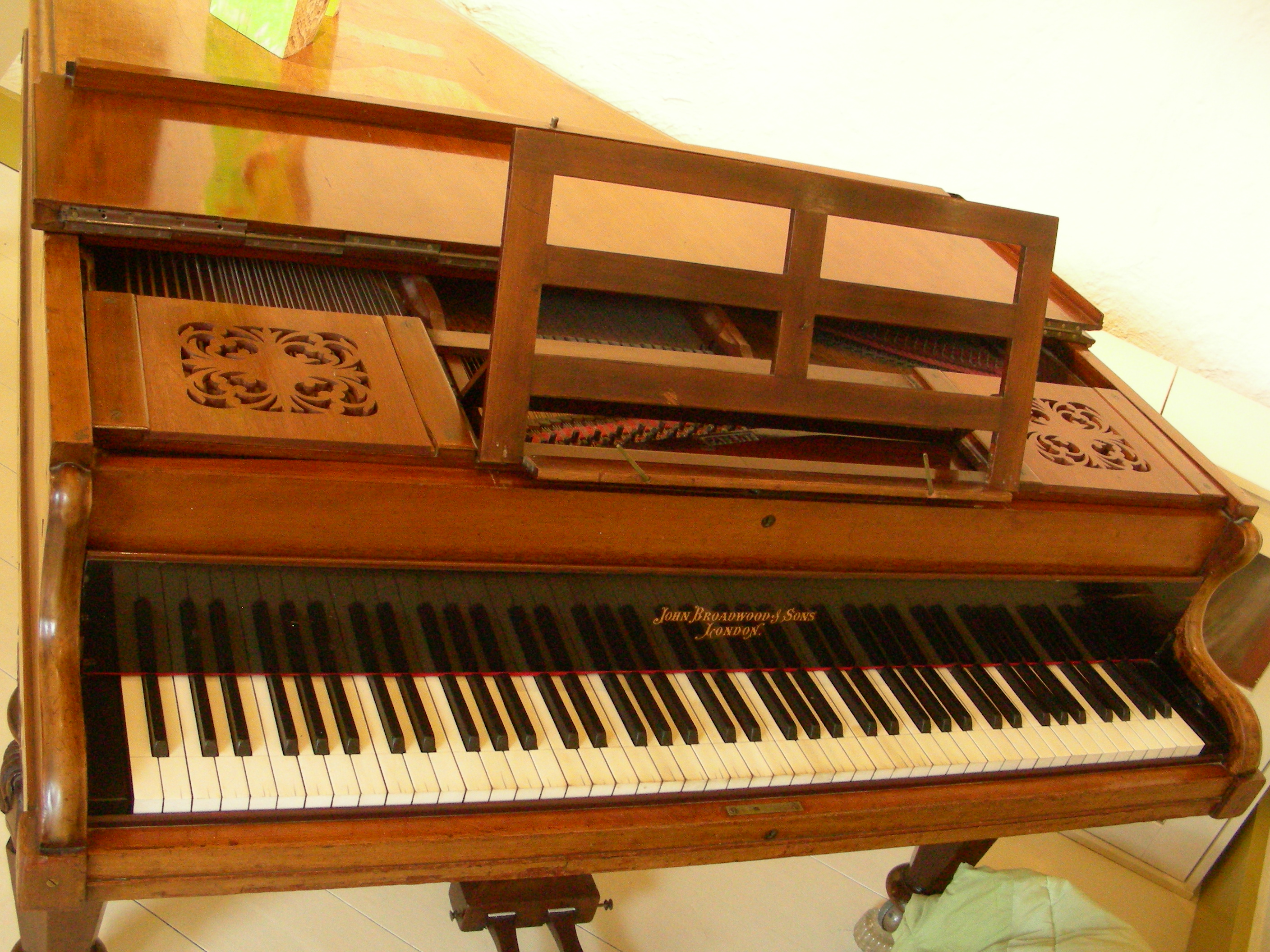
Broadwood vleugelpiano (ca. 1840)

Een piano is een slag-, toets- en snaarinstrument uit de citerfamilie dat bespeeld wordt met een enkel toetsenbord en twee of drie pedalen. De piano heeft grote witte toetsen en kleine zwarte toetsen, waarvan de klanken samen een chromatische toonladder vormen. Binnen een piano liggen snaren gespannen die via een mechaniek bestaande uit hamertjes en dempers geraakt worden, zodra men een van de toetsen aanslaat.
Er zijn verschillende soorten piano's, maar globaal wordt er onderscheid gemaakt tussen de staande piano en de vleugel. Bij een gewone, staande piano lopen de snaren verticaal, en raken de hamertjes de snaren vanaf de zijkant. Bij een vleugel liggen de snaren horizontaal, en raken de hamers de snaren aan de onderkant. Dit leidt tot een betere geluidsprojectie en nauwkeurigere toetscontrole, waardoor de vleugel vaak wordt ingezet bij concerten. De staande piano wordt vaker in huis gebruikt vanwege zijn kleinere formaat en lagere kosten.
De moderne piano werd in de loop van de 18e eeuw ontwikkeld uit de fortepiano, het instrument waarop bijvoorbeeld Mozart al zijn pianomuziek heeft gecomponeerd. De piano wordt veel gebruikt in klassieke en moderne muziek voor zowel solo- als ensemble-uitvoeringen, bij begeleiding, compositie en repetities. Ondanks dat het een zwaar en duur instrument is, is de piano door zijn veelzijdigheid wijdverspreide beschikbaarheid in zalen, scholen en repetitieruimtes een bekend instrument in de westerse wereld.

## Naam
Pianoforte betekent in het Italiaans letterlijk zacht (en) sterk. Doordat de kracht waarmee een hamer van het speelmechaniek de snaren bespeelt, afhangt van de wijze van bespelen van een toets, kan elke toon afzonderlijk zowel luid als zacht (en de nuances daartussen) gespeeld worden. Dit ontbrak bij de voorlopers van de piano, waaronder bijvoorbeeld het klavecimbel. Later werd de naam verder ingekort tot piano; tegenwoordig heeft pianoforte de betekenis gekregen van een authentiek instrument van de barok- en klassieke periode. Soms ziet men ook wel de term fortepiano, wanneer men de voorloper van de moderne piano bedoelt. 

In het Italiaans is de gewone term nog steeds pianoforte, de vleugelpiano heet pianoforte a coda, letterlijk piano met staart. Het Russisch spreekt omgekeerd van fortepiano als algemene naam voor de moderne piano (pjanino) of vleugel (royal).

## Buffetpiano en vleugel
Er bestaan twee vormen: 
- in een huiskamerpiano (ook staande piano, buffetpiano of pianino genoemd) zijn de snaren aangebracht in een verticaal vlak. Dit instrument wordt meestal tegen de muur geplaatst. Er is vrij weinig ruimte voor nodig. Deze piano klinkt minder sterk dan de vleugelpiano.
- in een vleugel of vleugelpiano zijn de snaren aangebracht in een horizontaal vlak. Doorgaans wordt de vleugel bij concerten ingezet wegens betere geluidsprojectie, een groter volume en vooral qua speeltechniek een fijnere beheersing van het doseren van de klanksterkte.

Soms wordt gezegd dat alleen het eerstgenoemde instrument piano mag worden genoemd. In het algemeen heten echter beide instrumenten piano. Ook als er op een vleugel wordt gespeeld, is er sprake van een pianoconcert en een pianist.
Mechanisch verschillen vleugel en buffetpiano hierin, dat de hamers bij een vleugel van onderaf tegen de snaren slaan en in een piano van opzij.

## Geschiedenis
De piano is tussen 1698 en 1709 door Bartolomeo Cristofori in Florence uitgevonden, en heette toen Gravicembalo col piano’e forte, pianoforte, fortepiano, of hammerklavier. Silbermann was een van de eerste Duitse pianobouwers, en Johann Sebastian Bach heeft ook al kennis gehad van diens instrumenten. De vernieuwing van klavecimbel naar pianoforte was enorm, er was een nieuw type instrument ontwikkeld, dat een totaal andere klank had. Aanvankelijk waren de hamertjes met hard leer omspannen, later werd dat vervangen door het zachtere samengeperste vilten hamertje, wat grote invloed op de klank had, en een rondere meer zangerige toon opleverde. Het mechaniek werkte aanvankelijk als volgt: Drukte men een toets in, dan sloeg een hamertje tegen een snaar. Dat was een vernieuwing, want tot die tijd kende men alleen de door een toets getokkelde snaar. Bij het stoss-mechaniek (het latere Engelse mechaniek) zit de hamer op een aparte hamerlijst, bij het prell-mechaniek (werd later het Duitse of Weense mechaniek) is de hamer onmiddellijk op het achtereinde van de toets bevestigd. Dit mechaniek speelde veel lichter dan het stoss-mechaniek.
Broadwood kreeg het patent op de uitvinding van het pedaal in 1783. Sindsdien heeft elke piano twee of drie pedalen. Het linkerpedaal dient om de toon zachter te laten klinken, het rechterpedaal om de dempers te lichten zodat de tonen doorklinken als de toets wordt losgelaten. Heeft een piano drie pedalen, dan kan het middelste pedaal een studiepedaal zijn, wat zorgt voor een nogal muffe klank, waarbij de buren niet gehinderd worden. Het dempende effect van het studiepedaal, (de moderator) heeft op de piano’s na 1840 voor de bassnaren minder effect door de grotere massa waardoor de bastonen meer doorklinken. 
 Heeft een vleugel een middelste pedaal, dan dient dat om de dempers te lichten van de toetsen die op dat moment ingedrukt zijn, maar niet de andere dempers.
In 1822 vond Erard het repetitiemechaniek uit (mechanisme à double échappement), waarbij de hamer na de aanslag niet in de rusttoestand terugvalt, doch halverwege wordt opgevangen door een met leer bespannen vanger. Het voordeel was dat er nu sneller achtereen op dezelfde toets kon worden gespeeld. Het gietijzeren raam en het kruissnarige systeem werden voor het eerst in Amerika toegepast. Hierdoor konden er ook grotere spanningen op de snaren komen dan bij de houten frames van voor die tijd, wat resulteerde in krachtiger fortes en betere stembaarheid.
In de 18e en 19e eeuw werd de piano een steeds geliefder object en nam het instrument een grote vlucht onder de gegoede burgerij. Op een piano kon men arrangementen van symfonieën spelen, of salonesque stukken, en het was een bron van burgerlijk vertier. Pianoles werd voor velen een deel van de muzikale opvoeding. Dit is ook de periode waarin een aanmerkelijk deel van de pianoliteratuur werd geschreven. In de 20e eeuw is de piano een volwaardig instrument geworden, hoewel de concurrentie van geluidsdragers veel van de oorspronkelijke functie overnam.

## Modern mechaniek

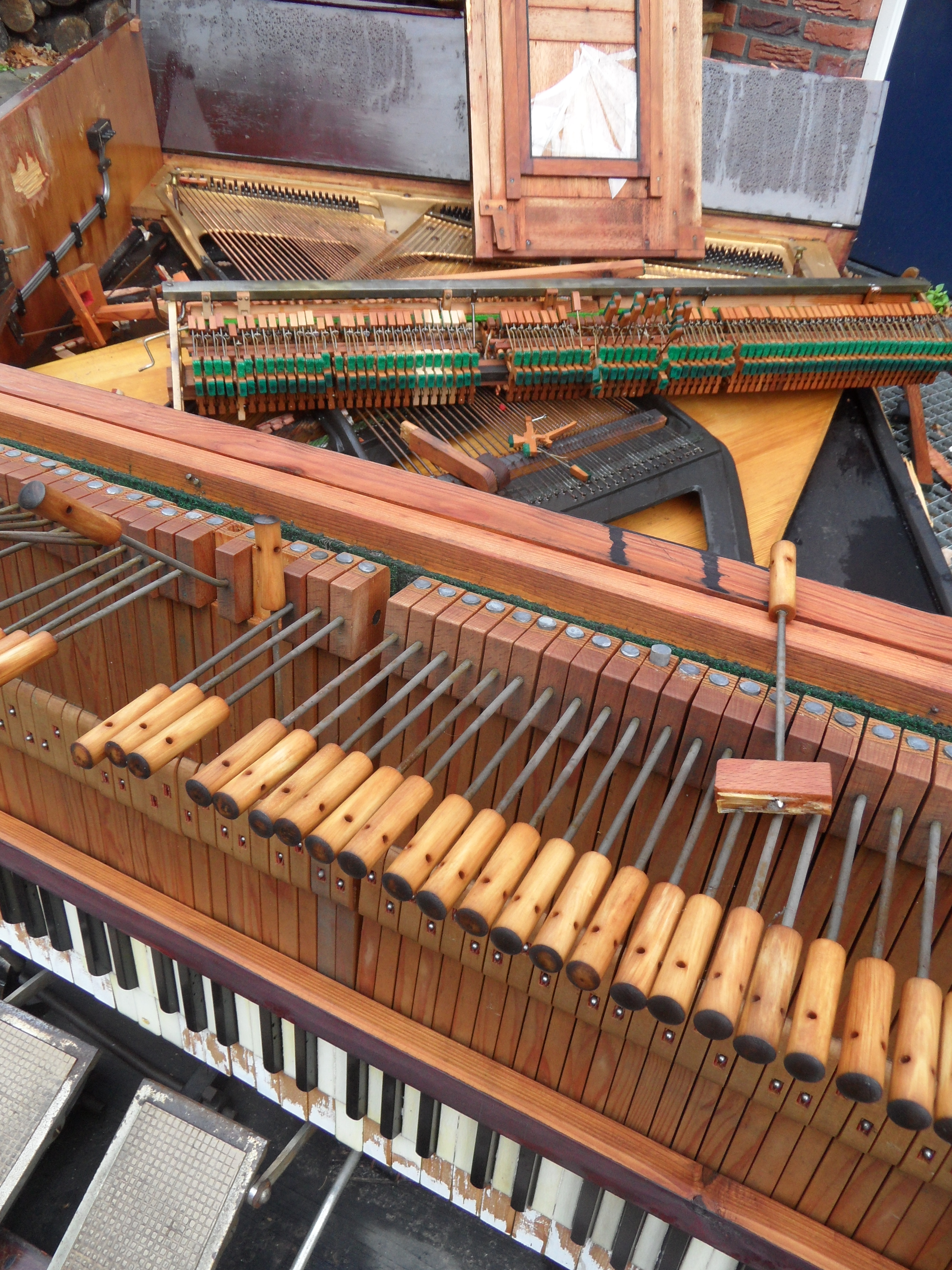
Onderdelen van een piano

De klank van een piano ontstaat wanneer een pianist toetsen indrukt, die via een mechanisme de hamers tegen de snaren slaan.
Deze hamers bestaan uit een houten steel met daaraan een houten kern die bekleed is met twee lagen vilt, namelijk een laag ondervilt en een laag hamerkopvilt. De lagen vilt worden met lijm aan de houten kern bevestigd en met grote kracht vastgeperst. De hardheid van het vilt bepaalt de hardheid van de klank. Het aanpassen van de hardheid van het vilt, maar ook de spanning in het vilt noemt men intoneren. Door schuren van de viltlaag wordt de klank scherper, door voorzichtig in het vilt te prikken met een intoneernaald (de hardheid en spanning nemen daardoor af) wordt de klank wolliger.
In rust drukken zachte vilten dempers tegen de snaren, om het doorklinken te voorkomen. Door het neerdrukken van een toets wordt deze demper van de betreffende snaar af getild, en slaat een met hard vilt beklede hamerkop tegen de snaren. Het trillen van de snaren wordt met een kam (voor het midden- en hogetonengebied) en een baskam (voor het lagetonengebied) overgebracht naar de zangbodem waardoor deze gaat zingen (resonantie). Als de toets wordt losgelaten, wordt de demper onmiddellijk weer tegen de snaar gedrukt waardoor de toon verstomt. Om het volume van de klank te vergroten, zijn de snaren in het midden- en hogetonengebied dubbel of zelfs in drievoud uitgevoerd. De hoogste tonen worden doorgaans niet gedempt, omdat de hoogste tonen veel korter doorklinken.
De piano heeft twee of drie pedalen:
- het linkerpedaal brengt bij de staande piano de hamerkoppen in hun rustpositie dichter bij de snaren, waardoor het geluid van de aanslag zachter wordt; kortere afstand betekent hierbij minder acceleratie met als gevolg een verminderde kracht bij het raken van de hamer op de snaren. De muziekterm voor dit pedaal is una corda. Bij een vleugel verschuift dit pedaal namelijk het hele klavier inclusief mechaniek, waardoor de hamers in plaats van de twee of drie snaren per toets er nog maar een of twee raken, wat een minder volume geeft. Als het pedaal opnieuw in de oorspronkelijke positie gebracht wordt, heet dit tre corde, wat drie snaren betekent
- het rechterpedaal (sustainpedaal) laat de toon doorklinken na het loslaten van een toets doordat met het indrukken van dit pedaal alle dempers van de snaren worden gehaald. Als er sprake is van met pedaal spelen dan wordt steeds het rechterpedaal bedoeld

Als er een derde (middelste) pedaal aanwezig is, kan deze verschillende functies hebben:
- een moderatorpedaal of studiepedaal dat een viltstrook tussen de hamerkoppen en de snaren brengt. Dit middelste pedaal is bedoeld om te vergrendelen voor het geval men wil oefenen zonder te veel geluidsoverlast te veroorzaken. Veel staande piano's zijn hiermee uitgerust
- een sostenutopedaal laat alle snaren, waarvan de toets is ingedrukt op het moment dat het pedaal wordt ingedrukt, doorklinken. Dit hebben enkel de grotere vleugelpiano's en sommige staande piano's zoals de piano Yamaha U3C

De meeste piano's hebben sinds ongeveer 1885 88 toetsen, met een ambitus van A0 tot C8, (van ''A tot c'''''). Dat is een bereik van zeven octaven plus een kleine terts. Het aantal snaren kan per piano verschillen. Dit is afhankelijk van de mensuur die gebruikt is door de fabrikant. De snaren van een piano zijn gespannen in een gietijzeren frame wat pantserraam genoemd wordt. De trekkracht van de snaren op het pantserraam is voor alle snaren samen ongeveer 18.000 kg.
Alle moderne kamerpiano's zijn kruissnarig uitgevoerd om de lengte-dikte-spanningsverhouding te kunnen optimaliseren binnen de beperkingen van de gegeven hoogte van de piano (mensuur).
Een vleugelpiano is in feite een piano waarbij de snaren niet staand, maar liggend zijn opgesteld. Ze zijn meestal langer uitgevoerd en klinken – vooral de laagste snaren – helderder, door een gunstiger lengte-dikte-spanningsverhouding. De vleugel ontleent zijn naam aan de vleugelvorm. De maten variëren van kleine salonvleugel (1,35 meter lang) tot grote concertvleugels (meer dan drie meter lang).

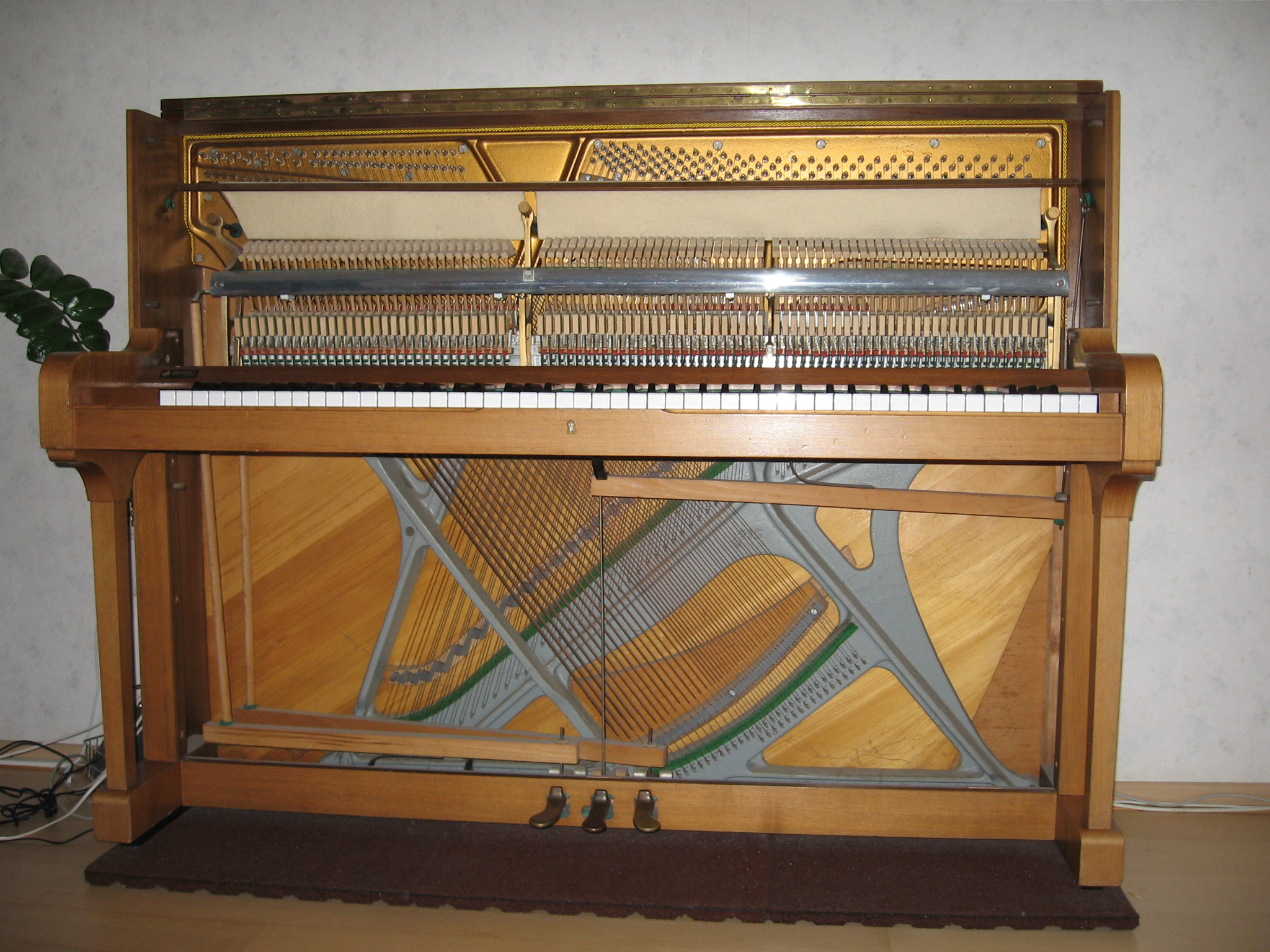
Inwendige van een kruissnarige piano

## Stemmen en onderhoud

### Stemmen
Regelmatig stemmen is een aandachtspunt. Voor piano's die in huiskamers staan is de vuistregel dat men globaal twee keer per jaar (na de zomer en de winter) een stembeurt laat uitvoeren. Fluctuaties in temperatuur en luchtvochtigheid alsmede het (veelvuldig) bespelen zorgen voor ontstemming van het instrument. Hoe meer (en luider – immers er wordt meer kracht op de snaren uitgeoefend) er gespeeld wordt op een piano, hoe sneller het instrument ontstemt. Het instrument wordt gestemd door de tonen weer op de juiste onderling corresponderende hoogten te brengen. Het stemmen van een piano is een vaardigheid die de bespeler – de pianist – doorgaans niet zelf bezit. Speciaal opgeleide pianostemmers kunnen de piano komen stemmen (en ook overige kleine reparaties die door slijtage ontstaan uitvoeren).
Het stemmen gebeurt door het verdraaien van de stempennen, waaraan de snaren vastzitten. De stempennen zijn metalen stiften waaraan de snaren aan een zijde zijn bevestigd. Deze stiften zijn verankerd in een houten stemblok. Door het verdraaien van de stempennen verandert de spanning en daarmee de toonhoogte van de snaar.
De verdeling van de twaalf tonen binnen een octaaf heeft Pythagoras al hoofdbrekens gekost omdat de reinklinkende frequentieverhoudingen van octaven (1:2), kwint (2:3) en kwart (3:4) wiskundig niet verenigbaar zijn met de grote en de kleine terts (4:5 respectievelijk 5:6). Deze onvolmaaktheid leidde in eerste instantie tot veel verschillende stemmingen. Een voorbeeld hiervan is Werckmeister III.
In de tegenwoordig gebruikte gelijkzwevende stemming wordt deze onvolmaaktheid gelijkmatig verdeeld. Daardoor kan in elke toonsoort gespeeld worden omdat de tonen onderling ongeveer zuiver klinken. De onderlinge toonafstanden worden zodanig verdeeld, dat de frequenties van alle tonen zich onderling verhouden als de twaalfdemachtswortel uit 2, dat is (afgerond) 1,059463094. De onvolmaaktheid varieert per instrument, dit komt door de aan snaarinstrumenten inherente complicerende factor genaamd inharmoniciteit.

### Onderhoud
Als een vleugel of piano veelvuldig bespeeld wordt, dient het mechaniek ook af en toe (doorgaans eens in de paar jaar) gereguleerd (gestemd) te worden. Bij dit reguleren worden de mechanische afwijkingen door een pianotechnicus weer in de juiste stand teruggebracht, zodat het klavier weer regelmatig bespeelbaar is. Bij een grote onderhoudsbeurt wordt doorgaans ook de rest van het instrument even nagelopen: pedaalwerking wordt gecontroleerd en waar nodig bijgesteld, de hamerkoppen worden geïnspecteerd en waar nodig geïntoneerd, snaren worden geïnspecteerd op roestvorming, de stempennen worden gecontroleerd op voldoende grip in het stemblok, de spanning van de zangbodem wordt gecontroleerd en er wordt gekeken naar materiaalzwakheden zoals scheurtjes in de zangbodem, slijtage van onderdelen in de piano (vilt en asjes en dergelijke).

## Kwaliteit
De kwaliteit van een piano wordt bepaald door een aantal factoren:
- de mensuur van het instrument
- de gebruikte mechaniek
- de dichtheid en opbouw van de zangbodem
- de (compressie)spanning die heerst in de zangbodem (klankbord)
- de mobiliteit of resonantieontvankelijkheid van het klankbord (zangbodem)
- de gebruikte houtmaterialen
- de speelaard van het instrument

Het behoud van de kwaliteit hangt af van:
- de mate waarin er op gespeeld wordt
- de mate van onderhoud
- de stabiliteit van omgevingsfactoren zoals temperatuur en luchtvochtigheid van de ruimte
- de omgang met de piano (vuil en stof, kinderen en volwassenen die verkeerd met de piano omgaan)

## Bekende pianobouwers
- Adolfo Montargon, Spaans (Málaga)
- August Förster, Tsjechisch
- August Förster Lobau, Duits
- Baldwin, Amerikaans
- Bechstein, Duits
- Berdux, Duits
- Blüthner, Duits
- Bösendorfer, Oostenrijks
- Broadwood & Sons, Brits
- Chris Maene
- Érhard, Frans (merknaam Érard)
- Sterling, Amerikaans[7]
- Fazioli, Italiaans
- Ferrer, Spaans[7]
- Feurich, Duits
- Fonteyne L., België
- Fritz Dobbert, Braziliaans
- Förster, Duits
- Geyer, Duits (DDR)
- Grotrian-Steinweg, Duits
- Hahn, Nederlands
- Henri Herz, Duits
- Brødrene Hals, Noorwegen en Scandinavië
- Hoffmann, Duits
- Ibach, Duits
- Jayel, Spaans (Mallorca)
- Kaps, Duits
- Kawai, Japans
- Kemble, Brits
- Kemmler, Duits
- Lippmann, Oekraïens
- Lopez y Griffo, Spaans (Málaga)
- Montano, Spaans[7]
- Neupert, Duits
- Ortiz & Cusso, Spaans[7]
- Pape, Duits/Frans
- Petrof, Tsjechisch
- Pleyel, Frans van Oostenrijkse afkomst
- Rippen, Nederlands
- Sauter, Duits
- Schimmel, Duits
- Seiler, Duits, van Poolse afkomst
- Steinberg, Duits
- Steinway, Amerikaans (van oorsprong Duits)

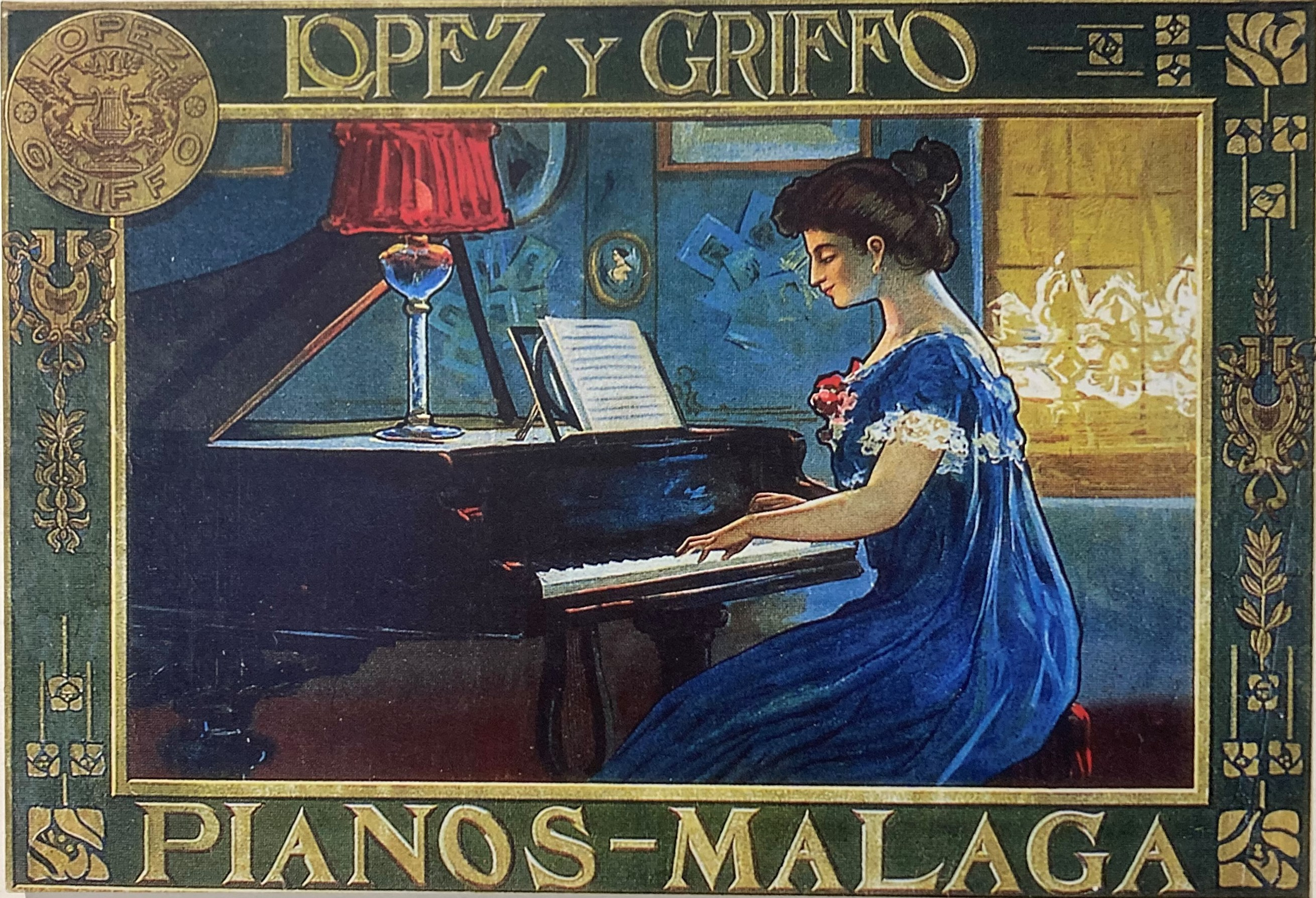
Lopez y Griffo (Málaga)

- Yamaha, Japans
- Zimmermann, Duits

## Luthéal
De Luthéal is een geprepareerde piano waarvan de klankkleur veranderd kan worden. Qua geluid zit het tussen een harp, een klavecimbel en een pianoforte in.

## Elektronische varianten
Van de piano bestaan ook elektromechanische en elektronische varianten. De Rhodes, Wurlitzer en Clavinet zijn elektromechanisch. De Rhodes en de Wurlitzer zijn echter geen snaarinstrumenten, maar idiofonen en de Clavinet is een elektrisch clavichord. Met de komst van digitale signaalverwerking en micro-elektronica zijn ook volledig elektronische op samples gebaseerde uitvoeringen op de markt gekomen, zoals digitale piano's.
In rock- of techno-muziek wordt vaker een elektrische piano of keyboard gebruikt. Een variant hierop werd een synthesizer.